# Half-Life
Half-life (engleski naziv pojma iz nuklearne fizike vrijeme poluraspada) znanstvenofantastična je pucačina iz prvog lica koju je napravila programska kuća Valve. Dana 19. studenoga 1998. ovu igru objavio je studio Sierra za operacijski sustav Microsoft Windows. Nastavak serijala je pucačina 2004. godine Half-Life 2.

## Opis igre
Teoretski fizičar Gordon Freeman kasni na posao u Black Mesa istraživački institut (Black Mesa Research Facility). Kao dio eksperimenta, gura neobičan materijal u stroj, nazvan antimaseni spektrometar, radi analize. Spektrometar eksplodira, stvarajući "rezonancijsku kaskadu" koja ozbiljno oštećuje postrojenje i otvara portal u drugu dimenziju, Xen. Preživjeli znanstvenici pozivaju Gordona da krene na površinu, gdje se brani od neprijateljskih Xen stvorenja i HECU (Borbena jedinica za opasna okruženja, eng. "Hazardous Environment Combat Unit"), specijalne jedinice marinaca Sjedinjenih Država koja je poslana da prikrije incident ubijajući sve neprijateljske vanzemaljce i svo osoblje Black Mese koje pronađu.
Odlazeći na površinu, Gordon saznaje da su znanstvenici iz Lambda kompleksa možda pronašli način da zatvore portal. Gordon putuje na drugi kraj objekta kako bi im pomogao. Usput aktivira postrojenje za testiranje raketnih motora kako bi uništio divovsko stvorenje s krakovima i koristi napušteni željeznički sustav da dosegne i lansira satelitsku raketu. Nakon što ga zarobe marinci i ostave da umre u preši za otpad, on bježi i odlazi do starijeg dijela objekta. Tamo otkriva Xen uzorke prikupljene prije incidenta. Preplavljeni izvanzemaljskim snagama, HECU marinci se povlače iz Black Mese i započinju zračne napade. Penjući se po liticama, krećući se po uništenim zgradama i prolazeći kroz podzemne vodene kanale, Gordon stiže do Lambda kompleksa, gdje znanstvenici saznaju da portal s druge strane otvara neizmjerno moćan entitet. Razvili su tehnologiju teleportiranja koja omogućuje Gordonu da otputuje u Xen, gdje ima zadatak zaustaviti entitet.
U Xenu Gordon susreće ostatke istraživača koji su se odvažili tamo prije njega i pobjeđuje Gonarha, golemog Headcraba koji liježe jaja. U tvornici koja stvara vanzemaljske vojnike, ulazi u portal koji ga šalje u ogromnu špilju. Tamo se Gordon suočava s Nihilantom, entitetom koji održava razdor, i uništava ga. Gordona doziva tajanstveni G-Man, koji je promatrao njegov napredak u Black Mesi i hvalio ga. G-Man objašnjava želju svojih "poslodavaca" da zaposli Gordona. Ako Gordon (igrač) odbije, teleportira ga u područje puno vanzemaljskih vojnika kako bi ga odmah ubili. Ako Gordon prihvati, G-Man mu čestita i smjesti ga u hibernaciju da čeka svoj sljedeći zadatak.

## Serijal
Half-Life serija je pucačina iz prvog lica (FPS) igara koje je razvio i objavio Valve. Igre kombiniraju borbu pucanjem, zagonetke i pripovijedanje.
Originalni Half-Life, Valveov prvi proizvod, objavljen je 1998. za Windows do kritičnog i komercijalnog uspjeha. Igrači kontroliraju Gordon Freemana, znanstvenika koji mora preživjeti invaziju vanzemaljaca. Inovativne scenarizirane sekvence bile su utjecajne na žanr FPS-a (pucačina iz prvog lica), a igra je inspirirala brojne modove, uključujući igre za više igrača Counter-Strike i Dan poraza. Nakon Half-Life-a slijedile su ekspanzije Half-Life: Opposing Force (1999.), Half-Life: Blue Shift (2001.) i Half-Life: Decay (2001.), razvijen od strane Gearbox Software.
Godine 2004. Valve je izdao Half-Life 2 za daljnji uspjeh, s novim smještajem i likovima i igrom temeljenoj na fizici. Slijedila je dodatna razina Half-Life 2: Lost Coast (2005.) i epizodični nastavci Half-Life 2: Epizoda 1 (2006.) i Half-Life 2: Epizoda 2 (2007.). Prva igra u Portal serijalu, smještena u istom svijetu kao i Half-Life, objavljena je 2007. godine.
Tijekom sljedećeg desetljeća, brojne igre Half-Life-a su otkazane, uključujući Epizodu 3, tj. verziju Half-Life 3 i igre razvijene od Junction Point Studios i Arkane Studios. Godine 2020., nakon godina odgađanja, Valve je objavio svoju vodeću igru virtualne stvarnosti, Half-Life: Alyx. Kronološki postavljena prije događaja Half-Life 2, igrači kontroliraju Freemanovu saveznicu Alyx Vance u njezinom pokušaju da porazi vanzemaljsku rasu Combine.

## Izdanja
- Microsoft Windows

- PlayStation 2
- Linux

- OS X

## Nagrade
Igra je dobila 50 nagrada za igru godine te se smatra jednom od najboljih videoigara svih vremena.

## Vanjske poveznice
- Igra na web-stranici Steam